# Český Superpohár
Český Superpohár byla česká fotbalová soutěž, která zahrnovala pouze jediné utkání ročně, hrané ještě před začátkem nové sezony české nejvyšší ligy. Po ročníku 2015 Fotbalová asociace České republiky Superpohár zrušila.
Právo na účast v ní si vybojovali vítězové české ligy a národního poháru z předešlého ročníku těchto soutěží (příklad: Superpoháru 2010 se účastnil mistr Gambrinus ligy 2009/10 a vítěz Ondrášovka Cupu 2009/10). Soutěž má klasickou typologii Superpoháru, podobně jako Supercopa de España nebo anglický Community Shield, které jsou ve fotbalově vyspělých zemích velkou tradicí.
Duel se hrál na půdě vítěze české ligy a jeho vítěz získal nejen hodnotnou putovní trofej, ale i prémii od sponzora, která v roce 2012 činila jeden milion korun. Poražený získal částku poloviční..
Jejím pořadatelem byla Fotbalová asociace České republiky, která pod vedením tehdejšího předsedy Ivana Haška v roce 2010 iniciovala i její vznik jako třetí soutěže nejvyšší třídy v České republice. Na rozdíl od nejvyšší ligy a Poháru FAČR, které jsou těmi ostatními, se však ze Superpoháru nedalo kvalifikovat do evropských pohárů.
Od roku 2017 se hraje Česko-slovenský Superpohár.

## Historie

### Vznik soutěže
Na podzim 2009 se v rámci shromáždění zástupců ligových klubů odsouhlasilo založení soutěže, dnes známé jako Český Superpohár. Hlavním sponzorem se měla stát sázková kancelář Tipsport, ale po následných sporech z jeho angažování sešlo.. Sponzorství prvního ročníku se nakonec ujala jiná sázková společnost – Sazka. Její dceřiná společnost Sazka Tip pak dala nové soutěži název – Sazka Tip Superpohár 2010.
První ročník soutěže se odehrál 8. července 2010 mezi mistrem Gambrinus ligy 2009/10 – AC Spartou Praha a vítězem Ondrášovka Cupu 2009/10 – FC Viktorií Plzeň. Duel se v soulady s pravidly odehrál v Generali Areně, která je domovským stánkem tehdejšího mistra, AC Sparty Praha. Zápas skončil, po brance Libora Sionka, hubeným vítězstvím 1–0 a historicky prvním držitelem Českého Superpoháru se stal tým AC Sparta Praha.

### Synot Tip Superpohár
První ročník měl dvě poměrně velké bolesti. První byla nižší divácká účast (3 401) než je průměr na Gambrinus ligu, což rozladilo sponzora, který soutěž posléze opustil. Druhou byly stížnosti Sparty, jež vlivem vyloučení kapitána Tomáše Řepky přišla o tohoto hráče pro první kolo Gambrinus ligy 2010/11.
Pro druhý ročník se povedlo svazovým představitelům přivést k soutěži silného sponzora, další sázkovou společnost Synot Tip, která již sponzorovala například českou fotbalovou reprezentaci nebo Slavii Praha. Podle nového sponzora tedy dostala soutěž i nové jméno – Synot Tip Superpohár.
Do druhého ročníku se opět kvalifikovala FC Viktoria Plzeň, tentokrát jako mistr Gambrinus ligy 2010/11 a superpohárový duel se tak 22. července 2011 odehrál na jejím hřišti, které v té době procházelo rozsáhlou rekonstrukcí. Soupeřem jí byl vítěz Ondrášovka Cupu 2010/11 – FK Mladá Boleslav. Zápas seldovala ještě nižší návštěva než v prvním ročníku, ale oba týmy nabídly lepší fotbalovou podívanou. Po nerozhodném výsledku 1–1 dospělo utkání do penaltového rozstřelu bez předchozího prodloužení. V něm byla lepší FC Viktoria Plzeň a po předchozím nezdaru se stala druhým držitelem Českého Superpoháru za rok 2011.
Ve třetím ročníku hostil mistr Gambrinus ligy 2011/12 FC Slovan Liberec, na svém domácím Stadionu u Nisy, vítěze Poháru České pošty 2011/12, kterým byla SK Sigma Olomouc. Ta se, po dvou brankách v prvním poločase, stala prvním týmem v historii, který dokázal z pozice vítěze domácího poháru porazit na jeho stadioně mistra Gambrinus ligy a v soutěži zvítězit. SK Sigma Olomouc tedy triumfovala v Českém Superpoháru 2012 a po vítězství v Poháru České pošty 2011/12 získala v krátké době svou historicky druhou významnou trofej.

### Superpohár FAČR 2013 a 2014
Ve čtvrtém ročníku, který již nenesl název Synot Tip, podlehl ligový šampion FC Viktoria Plzeň vítězi poháru Jablonci 2:3.
V pátém ročníku se utkal vítěz ligy a poháru AC Sparta Praha proti poraženému finalistovi poháru a druhému týmu z ligy Viktorii Plzeň. Poté, co Plzeň neproměnila nařízený pokutový kop, Sparta zvítězila jednoznačně 3:0. Góly vstřelili David Lafata, Ladislav Krejčí a střídající Slovák Michal Breznaník.

## Přehled jednotlivých ročníků
| Rok          | Superpohár                                | Superpohár        | Superpohár                                |
| Rok          | Vítěz 1. české fotbalové ligy             | Výsledek          | Vítěz českého fotbalového poháru          |
| ------------ | ----------------------------------------- | ----------------- | ----------------------------------------- |
| 2010 Detaily | AC Sparta Praha Trenér: Jozef Chovanec    | 1–0               | FC Viktoria Plzeň                         |
| 2011 Detaily | FC Viktoria Plzeň Trenér: Pavel Vrba      | 1–1 (4–2 na pen.) | FK Mladá Boleslav                         |
| 2012 Detaily | FC Slovan Liberec                         | 0–2               | SK Sigma Olomouc Trenér: Roman Pivarník   |
| 2013 Detaily | FC Viktoria Plzeň                         | 2–3               | FK Baumit Jablonec Trenér: Roman Skuhravý |
| 2014 Detaily | AC Sparta Praha Trenér: Vítězslav Lavička | 3–0               | FC Viktoria Plzeň                         |
| 2015 Detaily | FC Viktoria Plzeň Trenér: Miroslav Koubek | 2–1               | FC Slovan Liberec                         |

Legenda:
|  | klub získal v sezóně double, tedy prvenství v 1. české lize i českém poháru         |
|  | vítěz utkání je zvýrazněn tučně, číslo v závorce znamená počet titulů k danému roku |

### Účasti
| Účasti v jednotlivých ročnících soutěže |       |          |                 |                  |
| Klub                                    | Vítěz | Poražený | Vítězné ročníky | Prohrané ročníky |
| FC Viktoria Plzeň                       | 2     | 3        | 2011, 2015      | 2010, 2013, 2014 |
| AC Sparta Praha                         | 2     | —        | 2010, 2014      |                  |
| SK Sigma Olomouc                        | 1     | —        | 2012            |                  |
| FK Baumit Jablonec                      | 1     | —        | 2013            |                  |
| FC Slovan Liberec                       | —     | 2        |                 | 2012, 2015       |
| FK Mladá Boleslav                       | —     | 1        |                 | 2011             |